# North Vancouver
Pour les articles homonymes, voir North Vancouver (homonymie).

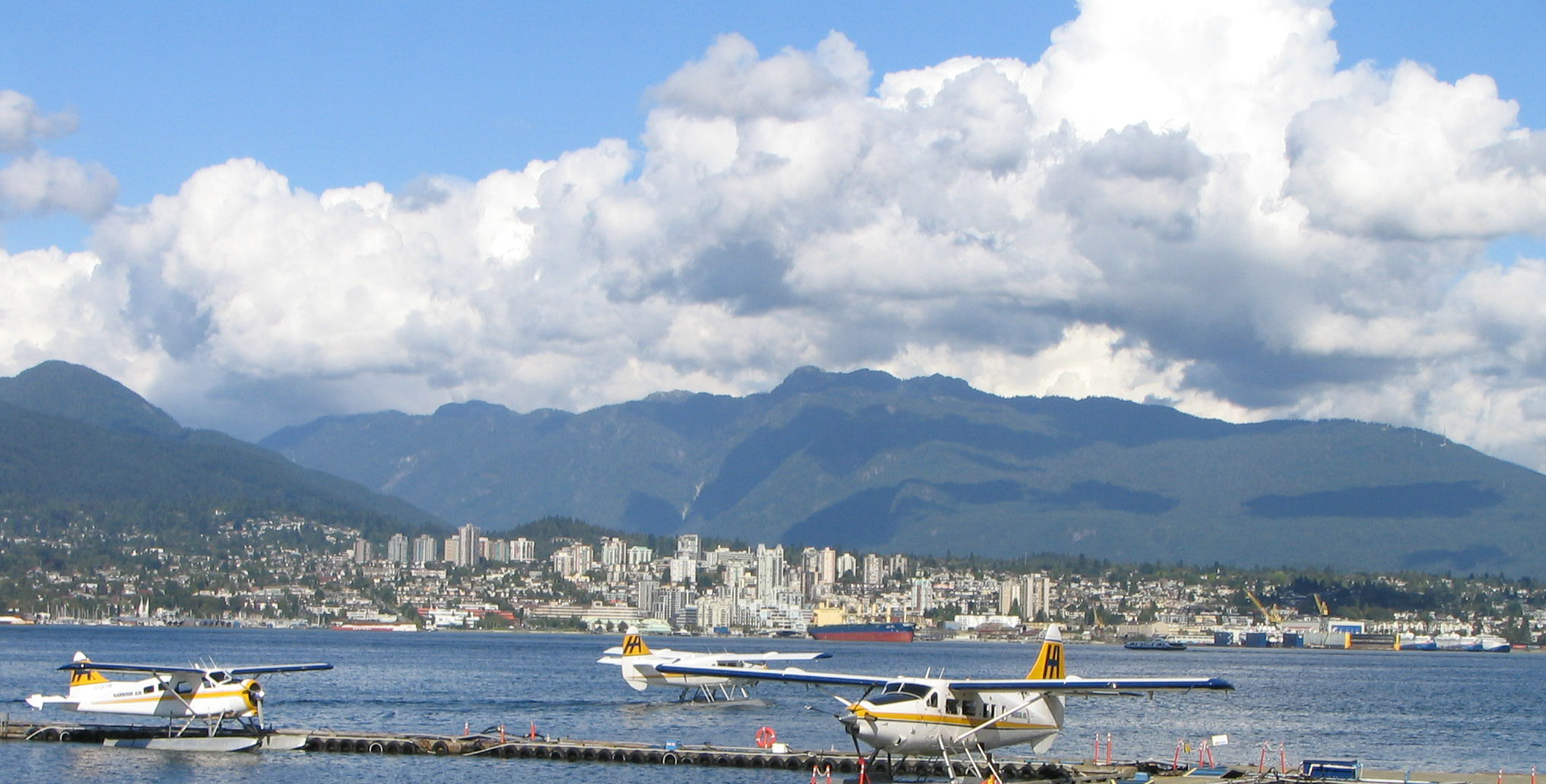
North Vancouver vue depuis la ville de Vancouver

North Vancouver (généralement traduit en français par « Vancouver Nord ») est le nom officieux de la zone qui recouvre la rive nord de la baie Burrard au nord de la ville de Vancouver en Colombie-Britannique au Canada.
Cette zone est constituée de deux municipalités distinctes qui portent chacune le nom de « North Vancouver » et qui sont rattachées au district régional du Grand Vancouver :
- La ville de North Vancouver[1] (44 303 habitants au recensement de 2001), incorporée le 13 mai 1907
- Le district de North Vancouver[2] (82 310 habitants au recensement de 2001), incorporé le 10 août 1891

## Les deux municipalités

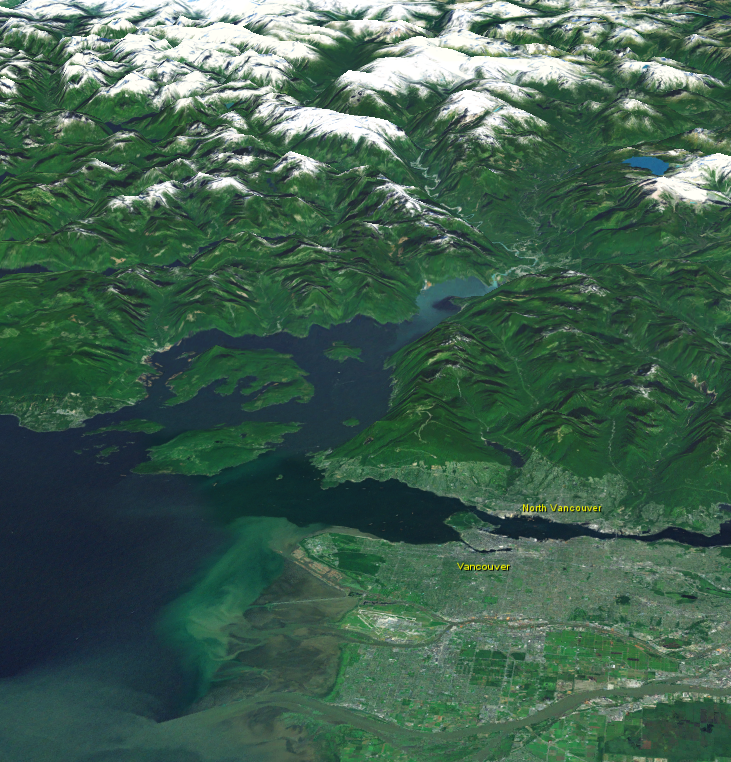
North Vancouver et la baie Howe.

Bien que la ville et le district soient des entités séparées, chacune ayant son propre maire, son conseil et ses services opérationnels, elles partagent plusieurs administrations en commun comme l'enseignement primaire et secondaire (North Vancouver School District) ou le détachement de la gendarmerie royale du Canada (Royal Canadian Mounted Police).
Les différences entre les deux entités sont surtout visibles pour leurs résidents respectifs. La plupart des autres habitants de la région distinguent rarement le district et la ville, qu'ils désignent collectivement par l'expression de « North Vancouver ». Cela est également vrai pour la publicité commerciale, et même pour certains services gouvernementaux, y compris Postes Canada. 
Au cours des années, il y a eu plusieurs propositions de fusion des deux municipalités, mais aucune n'a dépassé le stade de l'idée.
Il y a cependant quelques différences qui distinguent les deux municipalités, physiquement et socialement :
- Le district de North Vancouver est de loin le plus grand des deux. Bordé par le fleuve Capilano (Capilano River) à l'ouest et Indian Arm à l'est, la baie Burrard (Burrard Inlet) au sud et les Montagnes North Shore (North Shore Mountains) au nord. Il s'étend dans une direction est-ouest à travers les pentes des contreforts montagneux. Il se caractérise par un terrain rocailleux, des pluies fréquentes et des routes pentues et sinueuses. Le district se compose essentiellement de logements résidentiels, avec une base industrielle le long du rivage de la baie Burrard. Il est plus de deux fois plus peuplé que la ville de North Vancouver, mais avec une densité de population bien inférieure. Il n'y a pas de « centre-ville » clairement défini ; mais une série de secteurs commerciaux qui servent de centres locaux, tels que Edgemont Village et Lynn Valley.

- La ville de North Vancouver, donne une sensation beaucoup plus urbaine. Entourée à l'ouest, au nord et à l'est par le district du même nom, la ville réunit la majorité des bâtiments élevés du North Shore, des propriétés locatives et des zones commerciales. Comme pour le district, une importante zone industrielle se situe le long du rivage de la baie Burrard, bien que ces dernières années une bonne partie a eu tendance à se convertir en secteur résidentiel et commercial. La ville abrite également le marché public de Lonsdale Quay et le terminal nord du SeaBus de Vancouver. Les urbanistes de la région ont identifié la ville, et spécifiquement Central Lonsdale et le voisinage de Lower Lonsdale, comme « centre-ville » du North Shore.

## Activités

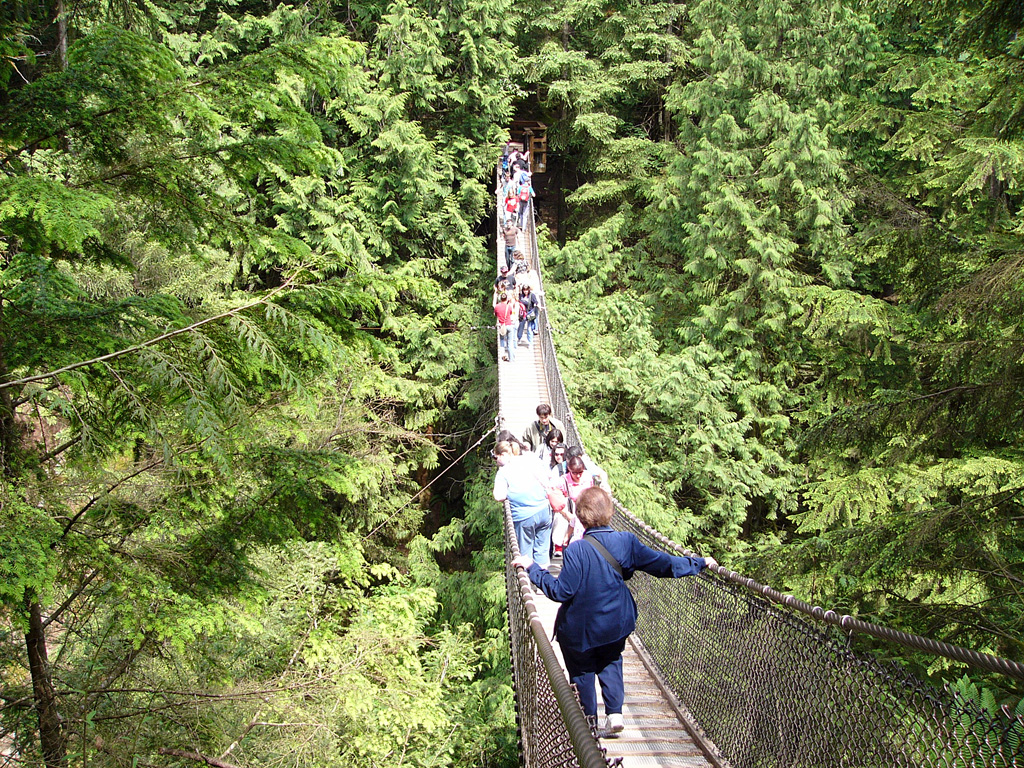
Le pont suspendu de Lynn Canyon (Lynn Canyon Suspension Bridge)

La nature très rude des North Shore Mountains, incluant principalement Grouse Mountain et le mont Seymour, a contribué à la renommée de la région pour la randonnée, le ski, et surtout le vélo tout terrain. De nombreuses pistes font l'objet de vidéos de VTT populaires. La piste de Baden-Powell part de Horseshoe Bay jusqu'à Deep Cove. Cette piste accueille tous les ans le Knee-Knacker (littéralement : l'« équarrisseur de genoux »), une course d'une demi-journée le long des cinquante kilomètres de la piste (elle doit son nom aux égratignures qui recouvrent généralement les coureurs quand ils franchissent la ligne d'arrivée). La région abrite également la fameuse piste de randonnée appelée Grouse Grind, qui s'étend le long d'un dénivelé raide parfois désigné sous le nom de « God's Stairmaster ».
Les North Shore sont également le berceau du Shore Riding, plus connu en France sous la dénomination de « VTT freeride », une manière extrême de pratiquer le vélo tout terrain en utilisant toutes sortes de structures artificielles : échelles, ponts, rondins… sur des terrains difficiles comme des rivières, des zones boueuses ou encore des marécages.
Les principales attractions touristiques des North Shore comprennent les ponts suspendus Capilano (Capilano Suspension Bridge) et Lynn Canyon (Lynn Canyon Suspension Bridge), ainsi que le parc du canyon Lynn (Lynn Canyon Park), l'écloserie Capilano et les zones protégées naturelles de Lower Seymour et Maplewood Flats.
Indian Arm, une extension de la baie Burrard, est renommée pour la pratique du kayak de mer et abrite la charmante localité touristique de Deep Cove, au bord de la baie du même nom.
Certains des débits de boissons locaux des deux localités de North Vancouver ont été immortalisés dans une chanson intitulée The Crawl, créée par un groupe de folk-rock local appelé Spirit of the West, qui raconte une tournée des bars (en anglais : pub crawl) à travers les North Shore.